# Сыроверка
Сыроверка — река в Тверской области России.
Протекает по территории Краснохолмского и Весьегонского районов. Исток реки находится в лесной местности между деревнями Шелгирогово и Хребтово. Река течёт в основном на север, протекает через деревни Осташково, Мартыново, Коровкино. После Коровкино принимает левый приток реку Ореха. Далее течёт через деревни: Покрышкино, Высокое, Алексейцево, Телятово, Шеломово, Орда, Филипово, Рыжково, Кошелево, Микляево, Острецово, Башкино, Мышкино, Хахилево, Чамерово, Ульяниха, Савино. Между Ульянихой и Савино в Сыровертку впадает правый приток Добрица. Нижняя часть реки проходит по заболоченному лесу. Устье реки находится на западном берегу Рыбинского водохранилища (Мологское сужение), образуя узкий залив. Длина реки составляет 39 км, площадь водосборного бассейна — 150 км².
В Чамерово находится церковь Казанской иконы Божьей Матери.

## Данные водного реестра
По данным государственного водного реестра России относится к Верхневолжскому бассейновому округу, водохозяйственный участок реки — Рыбинское водохранилище до Рыбинского гидроузла и впадающие в него реки, без рек Молога, Суда и Шексна от истока до Шекснинского гидроузла, речной подбассейн реки — Реки бассейна Рыбинского водохранилища. Речной бассейн реки — (Верхняя) Волга до Куйбышевского водохранилища (без бассейна Оки).
Код объекта в государственном водном реестре — 08010200412110000004989.

## Топографические карты
- Лист карты O-37-51. Масштаб: 1 : 100 000. Состояние местности на 1981 год. Издание 1986 г.
- Лист карты O-37-63. Масштаб: 1 : 100 000. Состояние местности на 1981 год. Издание 1986 г.